# Штайнеберг
Штайнеберг (нем. Steineberg) — община в Германии, в земле Рейнланд-Пфальц. 
Входит в состав района Вульканайфель. Подчиняется управлению Даун.  Население составляет 234 человека (на 31 декабря 2010 года). Занимает площадь 2,93 км².